# Mario Tokić
Mario Tokić (Derventa, 23 luglio 1975) è un allenatore di calcio ed ex calciatore croato, di ruolo difensore.

## Palmarès

### Giocatore

#### Club

##### Competizioni nazionali
- Campionato austriaco: 2

Austria Vienna: 2005-2006
Rapid Vienna: 2007-2008
- Coppa d'Austria: 2

Austria Vienna: 2005-2006, 2006-2007